# Podzemna željeznica Glasgow
Podzemna željeznica Glasgow (na engleskom jeziku „Glasgow subway“) sustav je podzemnog javnog prijevoza u škotskom gradu Glasgowu. Dnevno prevozi oko 40.000 putnika.

## Povijest
Metro je otvoren 14. prosinca 1896. godine i poslije onoga u Londonu i Budimpešti treći je po redu otvoren sustav podzemne željeznice u svijetu. Međutim, u Glasgowu je i prije toga postojala podzemno-nadzemna linija javnog prijevoza koja je otvorena još 1863. godine.
U razdoblju od 1977. do 1980. provedena je značajna modernizacija cijelog sustava, a mnogi stari predmeti poput nekih uređaja iz valkova i s postaja prodani su na javnoj dražbi. Kasnije su još provedena mnoga poboljšanja i uložene su velike količine novca u dodatnu modernizaciju.

## Osnovne informacije
Sustav ima samo jednu liniju koja ima 15 postaja i ukupno 10.4 km tračnica, što ga čini jednim od najmanjih sustava podzemne željeznice na svijetu. Tvrtka koja upravlja prijevozom je SPT.

## Budućnost
U proširenje metroa i modernizaciju planiraju se u bliskoj budućnosti uložiti nova dodatna sredstva. Zanimljiv novitet trebao bi biti automatski vlak koji bi vozio bez vozača.

## Vanjske poveznice
- Fotografije Podzemne željeznice Glasgow, prije modernizacije ca. 1977-80  Arhivirana inačica izvorne stranice od 2. veljače 2009. (Wayback Machine)